# 4ª edizione dei Satellite Awards
La quarta edizione dei Satellite Award si è tenuta il 16 gennaio 2000.

## Cinema

### Miglior film drammatico
- Insider - Dietro la verità (The Insider), regia di Michael Mann
- American Beauty, regia di Sam Mendes
- Boys Don't Cry, regia di Kimberly Peirce
- Magnolia, regia di Paul Thomas Anderson
- La neve cade sui cedri (Snow Falling on Cedars), regia di Scott Hicks
- Il talento di Mr. Ripley (The Talented Mr. Ripley), regia di Anthony Minghella

### Miglior film commedia o musicale
- Essere John Malkovich (Being John Malkovich), regia di Spike Jonze
- Bowfinger, regia di Frank Oz
- Election, regia di Alexander Payne
- Un marito ideale (An Ideal Husband), regia di Oliver Parker
- Notting Hill, regia di Roger Michell
- Le ragazze della Casa Bianca (Dick), regia di Andrew Fleming

### Miglior film straniero
- Tre stagioni (Three Seasons/Ba mua), regia di Tony Bui • USA/Vietnam ex aequo
- Tutto su mia madre (Todo sobre mi madre), regia di Pedro Almodóvar • Spagna/Francia ex aequo
- L'imperatore e l'assassino (Jing ke ci qin wang), regia di Chen Kaige • Cina/Giappone/Francia
- Lola corre (Lola rennt), regia di Tom Tykwer • Germania
- Il re delle maschere (Bian Lian), regia di Wu Tian-ming • Cina
- Il violino rosso (Le violon rouge), regia di François Girard • Canada/Italia/Regno Unito

### Miglior film d'animazione o a tecnica mista
- Toy Story 2 - Woody e Buzz alla riscossa (Toy Story 2), regia di John Lasseter
- Il gigante di ferro (The Iron Giant), regia di Brad Bird
- Princess Mononoke (Mononoke-hime), regia di Hayao Miyazaki
- South Park - Il film: più grosso, più lungo & tutto intero (South Park: Bigger Longer & Uncut), regia di Trey Parker
- Stuart Little - Un topolino in gamba (Stuart Little), regia di Rob Minkoff
- Tarzan, regia di Kevin Lima e Chris Buck

### Miglior film documentario
- Buena Vista Social Club, regia di Wim Wenders
- 42: Forty Two Up, regia di Michael Apted
- American Movie, regia di Chris Smith
- Return with Honor, regia di Freida Lee Mock e Terry Sanders
- Il signor Morte (Mr. Death: The Rise and Fall of Fred A. Leuchter, Jr.), regia di Errol Morris
- The Source: The Story of the Beats and the Beat Generation, regia di Chuck Workman

### Miglior regista
- Michael Mann – Insider - Dietro la verità (The Insider)
- Paul Thomas Anderson – Magnolia
- Scott Hicks – La neve cade sui cedri (Snow Falling on Cedars)
- Sam Mendes – American Beauty
- Anthony Minghella – Il talento di Mr. Ripley (The Talented Mr. Ripley)
- Kimberly Peirce – Boys Don't Cry

### Miglior attore in un film drammatico
- Terence Stamp – L'inglese (The Limey)
- Russell Crowe – Insider - Dietro la verità (The Insider)
- Richard Farnsworth – Una storia vera (The Straight Story)
- Al Pacino – Insider - Dietro la verità (The Insider)
- Kevin Spacey – American Beauty
- Denzel Washington – Hurricane - Il grido dell'innocenza (The Hurricane)

### Miglior attrice in un film drammatico
- Hilary Swank – Boys Don't Cry
- Annette Bening – American Beauty
- Elaine Cassidy – Il viaggio di Felicia (Felicia's Journey)
- Nicole Kidman – Eyes Wide Shut
- Youki Kudoh – La neve cade sui cedri (Snow Falling on Cedars)
- Sigourney Weaver – La mappa del mondo (A Map of the World)

### Miglior attore in un film commedia o musicale
- Philip Seymour Hoffman – Flawless - Senza difetti (Flawless)
- Jim Carrey – Man on the Moon
- Johnny Depp – Il mistero di Sleepy Hollow (Sleepy Hollow)
- Rupert Everett – Un marito ideale (An Ideal Husband)
- Sean Penn – Accordi e disaccordi (Sweet and Lowdown)
- Steve Zahn – Happy, Texas

### Miglior attrice in un film commedia o musicale
- Janet McTeer – In cerca d'amore (Tumbleweeds)
- Julianne Moore – Un marito ideale (An Ideal Husband)
- Frances O'Connor – Mansfield Park
- Julia Roberts – Notting Hill
- Cecilia Roth – Tutto su mia madre (Todo sobre mi madre)
- Reese Witherspoon – Election

### Miglior attore non protagonista in un film drammatico
- Harry Lennix – Titus
- Michael Caine – Le regole della casa del sidro (The Cider House Rules)
- Tom Cruise – Magnolia
- Doug Hutchison – Il miglio verde (The Green Mile)
- Jude Law – Il talento di Mr. Ripley (The Talented Mr. Ripley)
- Christopher Plummer – Insider - Dietro la verità (The Insider)

### Miglior attrice non protagonista in un film drammatico
- Chloë Sevigny – Boys Don't Cry
- Erykah Badu – Le regole della casa del sidro (The Cider House Rules)
- Toni Collette – The Sixth Sense - Il sesto senso (The Sixth Sense)
- Jessica Lange – Titus
- Sissy Spacek – Una storia vera (The Straight Story)
- Charlize Theron – Le regole della casa del sidro (The Cider House Rules)

### Miglior attore non protagonista in un film commedia o musicale
- William H. Macy – Happy, Texas
- Dan Hedaya – Le ragazze della Casa Bianca (Dick)
- Rhys Ifans – Notting Hill
- Bill Murray – Il prezzo della libertà (Cradle Will Rock)
- Ving Rhames – Al di là della vita (Bringing Out the Dead)
- Alan Rickman – Dogma

### Miglior attrice non protagonista in un film commedia o musicale
- Catherine Keener – Essere John Malkovich (Being John Malkovich)
- Cate Blanchett – Un marito ideale (An Ideal Husband)
- Cameron Diaz – Essere John Malkovich (Being John Malkovich)
- Samantha Morton – Accordi e disaccordi (Sweet and Lowdown)
- Antonia San Juan – Tutto su mia madre (Todo sobre mi madre)
- Tori Spelling – Trick

### Miglior sceneggiatura originale
- M. Night Shyamalan – The Sixth Sense - Il sesto senso (The Sixth Sense)
- Paul Thomas Anderson – Magnolia
- Alan Ball – American Beauty
- Pamela Gray – A Walk on the Moon - Complice la luna (A Walk on the Moon)
- Charlie Kaufman – Essere John Malkovich (Being John Malkovich)
- David O. Russell and John Ridley – Three Kings (Three Kings)

### Miglior sceneggiatura non originale
- John Irving – Le regole della casa del sidro (The Cider House Rules)
- Atom Egoyan – Il viaggio di Felicia (Felicia's Journey)
- Peter Ettedgui e Michael Ignatieff – Onegin
- Peter Hedges e Polly Platt – La mappa del mondo (A Map of the World)
- Anthony Minghella – Il talento di Mr. Ripley (The Talented Mr. Ripley)
- Julie Taymor – Titus

### Miglior montaggio
- Andrew Mondshein – The Sixth Sense - Il sesto senso (The Sixth Sense)
- Tariq Anwar e Christopher Greenbury – American Beauty
- William Goldenberg e Paul Rubell – Insider - Dietro la verità (The Insider)
- Brian Johnson – Buena Vista Social Club
- Chris Lebenzon – Il mistero di Sleepy Hollow (Sleepy Hollow)
- Walter Murch – Il talento di Mr. Ripley (The Talented Mr. Ripley)

### Miglior fotografia
- Emmanuel Lubezki – Il mistero di Sleepy Hollow (Sleepy Hollow)
- Caleb Deschanel – Anna and the King (Anna and the King)
- Conrad L. Hall – American Beauty
- Robert Richardson – La neve cade sui cedri (Snow Falling on Cedars)
- John Seale – Il talento di Mr. Ripley (The Talented Mr. Ripley)
- Larry Smith – Eyes Wide Shut

### Miglior scenografia
- Ken Court, John Dexter, Rick Heinrichs, Andy Nicholson e Leslie Tomkins – Il mistero di Sleepy Hollow (Sleepy Hollow)
- Luciana Arrighi, Lek Chaiyan Chunsuttiwat, Paul Ghirardani e John Ralph – Anna and the King
- Bruno Cesari e Francesco Frigeri – La leggenda del pianista sull'oceano
- Dante Ferretti – Titus
- Michael Howells e Katie Lee – Un marito ideale (An Ideal Husband)
- Weihua Ji e Juhua Tu – L'imperatore e l'assassino (Jing ke ci qin wang)

### Migliori costumi
- Colleen Atwood – Il mistero di Sleepy Hollow (Sleepy Hollow)
- Renée April – Il violino rosso (Le violon rouge)
- Jenny Beavan – Anna and the King
- Milena Canonero – Titus
- Caroline Harris – Un marito ideale (An Ideal Husband)
- Mo Xiaomin – L'imperatore e l'assassino (Jing ke ci qin wang)

### Miglior colonna sonora
- Danny Elfman – Il mistero di Sleepy Hollow (Sleepy Hollow)
- Damon Albarn e Michael Nyman – L'insaziabile (Ravenous)
- Bill Conti – Gioco a due (The Thomas Crown Affair)
- John Corigliano – Il violino rosso (Le violon rouge)
- Ennio Morricone – La leggenda del pianista sull'oceano (La leggenda del pianista sull'oceano)
- James Newton Howard – La neve cade sui cedri (Snow Falling on Cedars)

### Miglior canzone originale
- When She Loved Me (Sarah McLachlan), musica e testo di Randy Newman – Toy Story 2 - Woody e Buzz alla riscossa (Toy Story 2)
- Get Lost (Eric Clapton), musica e testo di Eric Clapton – Storia di noi due (The Story of Us)
- Mountain Town (Trey Parker, Matt Stone e Mary Kay Bergman), musica e testo di Trey Parker e Marc Shaiman – South Park - Il film: più grosso, più lungo & tutto intero (South Park: Bigger Longer & Uncut)
- Save Me (Aimee Mann), musica e testo di Aimee Mann – Magnolia (Magnolia)
- Still (Alanis Morissette), musica e testo di Alanis Morissette – Dogma (Dogma)
- The World Is Not Enough (Garbage), musica e testo di David Arnold – Il mondo non basta (The World Is Not Enough)

### Miglior suono
- Gary Alper, Skip Lievsay e Frank Morrone – Il mistero di Sleepy Hollow (Sleepy Hollow)
- Ben Burtt Bellfort, Tom Bellfort e Matthew Wood – Star Wars: Episodio I - La minaccia fantasma (Star Wars Episode I: The Phantom Menace)
- Jerry Boys, Martin Müller e Elmo Weber – Buena Vista Social Club
- Allan Byer e Michael Kirchberger – The Sixth Sense - Il sesto senso (The Sixth Sense)
- Paul Conway e Edward Tise – Eyes Wide Shut
- Jing Tao – L'imperatore e l'assassino (Jing ke ci qin wang)

### Migliori effetti visivi
- Eric Allard, Henry F. Anderson III, Jerome Chen, John Dykstra – Stuart Little - Un topolino in gamba (Stuart Little)
- John Andrew Berton Jr., Chris Corbould, Mark Freund, Steve Hamilton – La mummia (The Mummy)
- Kyle Cooper – Titus
- Steve Courtley, Brian Cox, John Gaeta – Matrix (The Matrix)
- Peter Hutchinson, John Knox, Dennis Muren, Judith Weaver – Star Wars: Episodio I - La minaccia fantasma (Star Wars Episode I: The Phantom Menace)
- Jim Mitchell, Joss Williams – Il mistero di Sleepy Hollow (Sleepy Hollow)

## Televisione

### Miglior serie drammatica
- West Wing - Tutti gli uomini del Presidente (The West Wing)
- Law & Order
- Oz
- The Practice - Professione avvocati (The Practice)
- I Soprano (The Sopranos)

### Miglior serie commedia o musicale
- Action
- Becker
- Dharma & Greg
- Frasier
- Sex and the City

### Miglior miniserie
- Hornblower, regia di Andrew Grieve
- Bonanno - La storia di un padrino (Bonanno: A Godfather's Story), regia di Michel Poulette
- Giovanna D'Arco (Joan of Arc), regia di Christian Duguay
- P.T. Barnum - L'uomo che inventò il circo (P.T. Barnum), regia di Simon Wincer
- Purgatory - L'ultima sfida (Purgatory), regia di Uli Edel

### Miglior film per la televisione
- Strange Justice, regia di Ernest Dickerson
- Death Row - Nel braccio della morte (A Lesson Before Dying), regia di Joseph Sargent
- RKO 281 - La vera storia di Quarto potere (RKO 281), regia di Benjamin Ross
- A Slight Case of Murder, regia di Steven Schachter
- Vi presento Dorothy Dandridge (Introducing Dorothy Dandridge), regia di Martha Coolidge

### Miglior attore in una serie drammatica
- Martin Sheen – West Wing - Tutti gli uomini del Presidente (The West Wing)
- James Gandolfini – I Soprano (The Sopranos)
- Dylan McDermott – The Practice - Professione avvocati (The Practice)
- Eamonn Walker – Oz
- Sam Waterston – Law & Order

### Miglior attrice in una serie drammatica
- Camryn Manheim – The Practice - Professione avvocati (The Practice)
- Lorraine Bracco – I Soprano (The Sopranos)
- Edie Falco – I Soprano (The Sopranos)
- Mariska Hargitay – Law & Order - Unità vittime speciali (Law & Order: Special Victims Unit)
- Kelli Williams – The Practice - Professione avvocati (The Practice)

### Miglior attore in una serie commedia o musicale
- Jay Mohr – Action
- Ted Danson – Becker
- Thomas Gibson – Dharma & Greg
- David Hyde Pierce – Frasier
- Eric McCormack – Will & Grace

### Miglior attrice in una serie commedia o musicale
- Illeana Douglas – Action
- Jennifer Aniston – Friends
- Jenna Elfman – Dharma & Greg
- Calista Flockhart – Ally McBeal
- Jane Leeves – Frasier

### Miglior attore in una miniserie o film per la televisione
- William H. Macy – A Slight Case of Murder
- Beau Bridges – P.T. Barnum - L'uomo che inventò il circo (P.T. Barnum)
- Don Cheadle – Death Row - Nel braccio della morte (A Lesson Before Dying)
- Delroy Lindo – Strange Justice
- Brent Spiner – Vi presento Dorothy Dandridge (Introducing Dorothy Dandridge)

### Miglior attrice in una miniserie o film per la televisione
- Linda Hamilton – Il colore del coraggio (The Color of Courage)
- Kathy Bates – Annie
- Halle Berry – Vi presento Dorothy Dandridge (Introducing Dorothy Dandridge)
- Leelee Sobieski – Giovanna D'Arco (Joan of Arc)
- Regina Taylor – Strange Justice

## Altri premi

### Miglior cast in un film
- Magnolia – Jeremy Blackman, Tom Cruise, Melinda Dillon, April Grace, Luis Guzmán, Philip Baker Hall, Philip Seymour Hoffman, Ricky Jay, William H. Macy, Alfred Molina, Julianne Moore, John C. Reilly, Jason Robards, Melora Walters

### Miglior talento emergente
- Haley Joel Osment – The Sixth Sense - Il sesto senso (The Sixth Sense)

### Mary Pickford Award
- Maximilian Schell